# Arctia flavogrisea
Arctia flavogrisea là một loài bướm đêm thuộc phân họ Arctiinae, họ Erebidae.